# Aenigmarchaeota
Aenigmarchaeota ist ein 2013 vorgeschlagenes Phylum (auch Stamm oder englisch division, lateinisch divisio) von Archaeen. Dessen erste Vertreter wurden, wie der Stamm (en. strain) Aenigmarchaeota archaeon SCGC AAA011-O16 (Spezies „Candidatus Aenigmatarchaeum subterraneum“) in Abwässern von Bergwerken und in Sedimenten von Thermalquellen gefunden.
Sie sind obligate Symbionten von Bakterien des Stammes (Phylums) Chloroflexi und gehören zur Klade der DPANN-Archaeen (Diapherotrites, Parvarchaeaota, Aenigmarchaeota, Nanohaloarchaeota und Nanoarchaeota).

## Systematik
Die hier angegebene Taxonomie basiert mit Stand 19. Februar 2022 auf den folgenden Quellen:
- L – List of Prokaryotic names with Standing in Nomenclature (LPSN)[5]
- N – National Center for Biotechnology Information (NCBI, Taxonomy Browser),[6]

Die Taxonomie der DPANN-Archaeen ist wie die der Archaeen überhaupt derzeit (Stand Februar 2022) noch in der Diskussion.
Wie an der früheren Bezeichnung „Euryarchaeota DSEG Cluster“ zu erkennen ist, ordneten davon abweichende Taxonomien das Phylum den Euryarchaeota anstelle der DPANN-Gruppe zu.
Zudem wurde eine Reklassifizierung vorgeschlagen, die vielen Gruppen niedrigere Rangstufen als die überkommenen zuordnet.
Aus dem Phylum Aenigmarchaeota wird danach eine Klasse Aenigmarchaea mit einer Ordnung Aenigmarchaeales als Subtaxon. Allerdings sind bisher nur einige Autoren diesem Vorschlag gefolgt, insbesondere die LPSN und die Taxonomie des NCBI sind diesem Vorschlag (bisher) nicht gefolgt.
Die LPSN kennt im Phylum Aenigmarchaeota nur eine einzige Gattung Aenigmarchaeum mit nur einer Spezies (Art), Aenigmatarchaeum subterraneum, die NCBI-Taxonomie listet noch eine Reihe weiterer Kandidatenspezies mit vorläufigen Namen.
Vertreter in doppelten Anführungszeichen sind noch nicht vollgültig taxonomisch beschrieben:
Phylum: (Candidatus) Aenigmarchaeota Rinke et al. 2013 (L,N), früher Candidate division DUSEL2 (N), „Euryarchaeota DSEG Cluster“ (N)
- Gattung: „Candidatus Aenigmatarchaeum“ corrig. Rinke et al. 2013 (L), mit Schreibvariante „Ca. Aenigmarchaeum“ Rinke et al. 2013 (L,N)
  - Spezies: „Candidatus Aenigmatarchaeum subterraneum“ corrig. v et al. 2013 (L), mit Schreibvariante „Ca. Aenigmarchaeum subterraneum“ Rinke et al. 2013 (L,N)[9]
    - Stamm: Candidatus Aenigmarchaeum subterraneum SCGC AAA011-O16 (N), früher Aenigmarchaeota archaeon SCGC AAA011-O16 (N) und Candidate division DUSEL2 archaeon SCGC AAA011-O16 (N),
Fundstelle: Süßwasser, Grundwasser, Mine[10]
- Nicht in Gattungen klassifizierte Mitglieds-Stämme aus der Metagenomik mit vorläufigen Bezeichnungen im Rang einer (möglichen) Spezies (N):
  - Spezies: Candidatus Aenigmarchaeota archaeon CG01_land_8_20_14_3_00_37_9
  - Spezies: Candidatus Aenigmarchaeota archaeon CG01_land_8_20_14_3_00_37_9
  - Spezies: Candidatus Aenigmarchaeota archaeon CG15_BIG_FIL_POST_REV_8_21_14_020_37_27
  - Spezies: Candidatus Aenigmarchaeota archaeon CG1_02_38_14
  - Spezies: Candidatus Aenigmarchaeota archaeon CG_4_10_14_0_8_um_filter_37_24
  - Spezies: Candidatus Aenigmarchaeota archaeon CG_4_10_14_3_um_filter_37_21
  - Spezies: Candidatus Aenigmarchaeota archaeon CG_4_8_14_3_um_filter_37_24
  - Spezies: Candidatus Aenigmarchaeota archaeon CG_4_9_14_3_um_filter_37_18
  - Spezies: Candidatus Aenigmarchaeota archaeon ex4484_14,
Fundstelle: Hydrothermale Tiefseequelle (Schlot), Sediment: Guaymas-Becken, Golf von Kalifornien, entnommen im Dezember 2009, Metagenom (N)
  - Spezies: Candidatus Aenigmarchaeota archaeon ex4484_52,
Fundstelle: Hydrothermale Tiefseequelle (Schlot), Sediment: Guaymas-Becken, Golf von Kalifornien, entnommen im Dezember 2009, Metagenom (N)
  - Spezies: Candidatus Aenigmarchaeota archaeon ex4484_56,
Fundstelle: Hydrothermale Tiefseequelle (Schlot), Sediment: Guaymas-Becken, Golf von Kalifornien, entnommen im Dezember 2009, Metagenom (N)
  - Spezies: Candidatus Aenigmarchaeota archaeon ex4484_224,
Fundstelle: Hydrothermale Tiefseequelle (Schlot), Sediment: Guaymas-Becken, Golf von Kalifornien, entnommen im Dezember 2009, Metagenom (N)
  - Spezies: Candidatus Aenigmarchaeota archaeon JGI 0000106-F11,
Fundstelle: Thermalquelle, Sediment, 42-90 °C[11][12]
  - Spezies: Candidatus Aenigmarchaeota archaeon LH_S4,
Fundstelle: Kalte salzhaltige Quelle, Sediment (en. cold saline spring sediment): Nunavut, Kanada (N)
  - Spezies: Candidatus Aenigmarchaeota archaeon LH_S5
  - Spezies: Candidatus Aenigmarchaeota archaeon LH_S6
  - Spezies: Candidatus Aenigmarchaeota archaeon LH_S7
  - Spezies: Candidatus Aenigmarchaeota archaeon LH_S8
  - Spezies: Candidatus Aenigmarchaeota archaeon LH_S52
  - Spezies: Candidatus Aenigmarchaeota archaeon LH_S53
  - Spezies: Candidatus Aenigmarchaeota archaeon LH_S54
  - Spezies: Candidatus Aenigmarchaeota archaeon LH_S55
  - Spezies: Candidatus Aenigmarchaeota archaeon LH_S56
  - Spezies: Candidatus Aenigmarchaeota archaeon LH_S57
  - Spezies: Candidatus Aenigmarchaeota archaeon LH_S58
  - Spezies: Candidatus Aenigmarchaeota archaeon LH_S59
  - Spezies: Candidatus Aenigmarchaeota archaeon LH_S60
  - Spezies: Candidatus Aenigmarchaeota archaeon SCGC AAA011-F07,
Fundstelle: Süßwasser, Grundwasser: Homestake Mine, South Dakota, USA; Tiefe 100 Meter[13]

## Etymologie
Die Name des Phylum und der Gattung leiten sich ab von altgriechisch αἴνιγμα ainigma, deutsch ‚Rätsel‘, Plural αἰνίγματα ainigmata, die Endungen „-archaeota“ und „-archaeum“ sind für Archaeenphyla respektive -gattungen reserviert. Die Namen beschreiben somit enigmatische, rätselhafte Archaeen.
Das Artepitheton subterraneum ist lateinisch und bedeutet wörtlich ‚unterirdisch‘, was auf den Fundort dieser Bodenmikroben verweist.